# Attrezzo

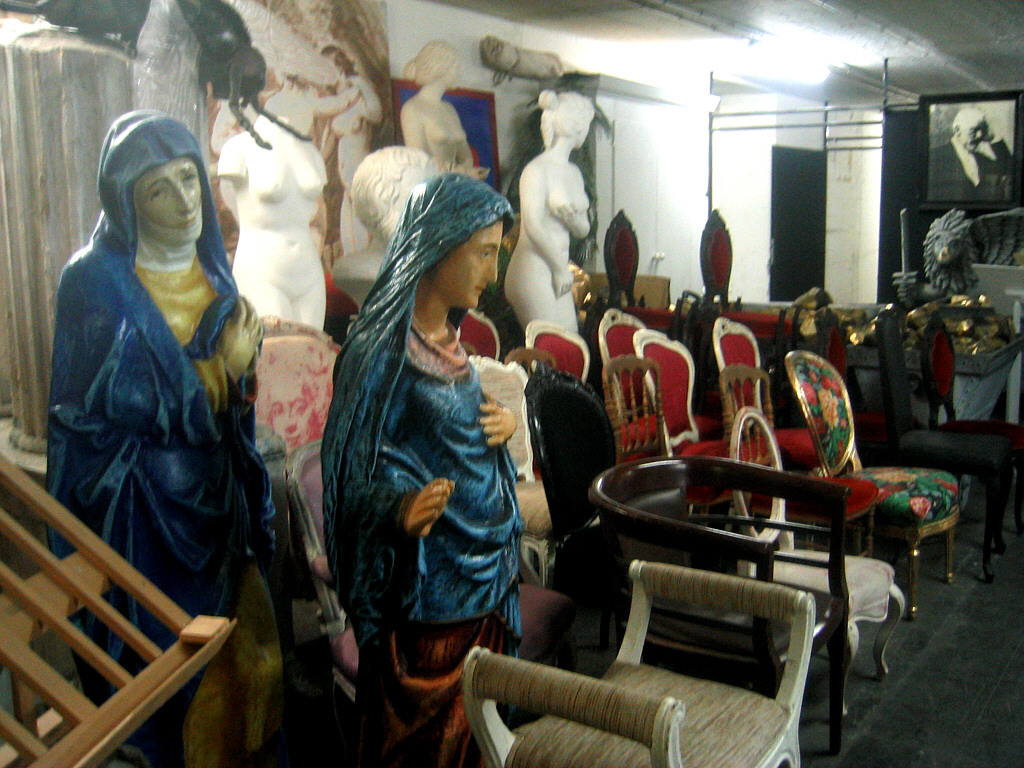
Magatzem dattrezzo

L'attrezzo és el conjunt d'objectes de l'escenografia d'un espectacle que omplen l'espai escènic i que defineixen amb més o menys precisió un microespai dins de l'escena. Hom pot distingir entre l'attrezzo fix (d'escena), i l'attrezzo de mà, que són tots els objectes que formen part de l'escenografia però que en algun moment seran utilitzats per algun personatge. Així, un mateix objecte (una cadira, un quadre, una ampolla de vi) pot ser d'un tipus o de l'altre segons si és usat per algun personatge o no. El límit entre el que es pot classificar com a attrezzo de mà i accessori de vegades pot ser difús.
Els elements que formen l'attrezzo es poden definir segons el seu estil: forma, color, material, etc. Segons el conjunt d'aquestes característiques i en relació amb l'estètica global de l'espectacle, poden donar lloc a diferents estils i poètiques escenogràfiques, més o menys naturalistes, simbolistes, expressionistes, minimalistes, abstractes o d'altres tipus.
l'attrezzo és un dels elements de l'escenografia, junt amb el vestuari, la perruqueria, el maquillatge, la il·luminació, el so, els audiovisuals i el decorat. Com a exemples d'attrezzo es troben objectes d'ús quotidià, com ho són taules, cadires, tasses, plats, armes, monedes, etc. Depenent de l'argument, l'attrezzo es basa en l'ambient del text, que poden ser objectes comuns o creats per l'autor. Igualment, l'attrezzo pot ser elaborat per l'equip de producció d'una obra.